# Virginia Slims
Pour les articles homonymes, voir VS.
Virginia Slims (VS), littéralement « fines de Virginie », est une marque de cigarettes à destination des jeunes femmes, lancée aux États-Unis en 1968 par l'entreprise Philip Morris. 
Avec son slogan « You've come a long way, baby », Virginia Slims s'est attachée à développer une image rassurante de ses produits et à véhiculer des valeurs d'émancipation féminine et de liberté, mais aussi de minceur (« slim ») et d'élégance. 
Fidèle à sa stratégie mercatique et pour mieux atteindre sa cible (les 18-35 ans), la marque a financé, en septembre 1970, les premiers pas du circuit professionnel de tennis féminin, futur WTA Tour, dont elle a ensuite accompagné l'essor international pendant vingt ans. Accusée par les pouvoirs publics américains d'encourager le tabagisme — sinon l'anorexie — chez les adolescentes, elle s'est vue mise à l'écart au milieu des années 1990, au bénéfice de partenaires plus recommandables.

## Dans les médias
- Virginia Slims est la dernière marque de cigarettes à avoir diffusé un spot publicitaire sur une chaîne de télévision américaine, le 31 décembre 1971 peu avant minuit sur NBC.
- You've Come a Long Way, Baby est le nom du deuxième album du musicien de musique électronique Fatboy Slim, sorti en 1998.
- Dans un épisode de la série télévisée d'animation Futurama, un personnage ressemblant au dromadaire Joe Camel déclare : « You've come a long way, baby. »